# Mesochorus callidus
Mesochorus callidus is een vliesvleugelig insect uiy de familie van de gewone sluipwespen (Ichneumonidae). De wetenschappelijke naam van de soort werd in 1974 gepubliceerd door Clement E. Dasch.